# Blue Lake National Park
Blue Lake National Park är en park i Australien. Den ligger i kommunen Redland och delstaten Queensland, omkring 45 kilometer öster om delstatshuvudstaden Brisbane. Arean är 5,0 kvadratkilometer. Den ligger på ön North Stradbroke Island.
Närmaste större samhälle är Victoria Point, omkring 18 kilometer sydväst om Blue Lake National Park. 
Genomsnittlig årsnederbörd är 1 529 millimeter. Den regnigaste månaden är januari, med i genomsnitt 284 mm nederbörd, och den torraste är oktober, med 21 mm nederbörd.